# Zespół Przyrodniczo-Krajobrazowy „Uroczysko Ośniańskich Jezior”
Zespół przyrodniczo-krajobrazowy „Uroczysko Ośniańskich Jezior” – zespół przyrodniczo-krajobrazowy znajdujący się na terenie gminy Ośno Lubuskie.
Celem ochrony jest zachowanie rynny 9 jezior wraz z otaczającym je krajobrazem. Zespół został utworzony uchwałą Nr XVI/128/08 Rady Miejskiej w Ośnie Lubuskim Dz. Urz. Woj. Lubuskiego Nr 101 poz.1491 z dnia 8 października 2008. Na obszarze uroczyska występuje około 400 gatunków roślin, w tym kilkanaście objętych ochroną prawną.

## Jeziora
- Grzybno – 42,1 ha
- Jezioro Czyste Wielkie – 28,9 ha
- Imielno – 19,6 ha
- Jezioro Czyste Małe – 9 ha
- Kocioł – 5,5 ha
- Mościenko – 4 ha
- Odrzygoszcz – 3,5 ha
- Bielawa – 3 ha
- Kokoszno – 3 ha